# Henri Milne-Edwards
Henri Milne-Edwards (Bruges, 23 ottobre 1800 – Parigi, 29 luglio 1885) è stato uno zoologo francese.

## Biografia
Milne-Edwards era il ventisettesimo figlio dell'inglese William Edwards e della francese Elisabeth Vaux. Nacque a Bruges, ora in Belgio, ma che allora era parte della neonata Repubblica Francese. Suo padre venne imprigionato per alcuni anni (per aver aiutato alcuni inglesi in fuga a ritornare al loro paese). Henri passò la maggior parte della sua vita in Francia. Venne portato a Parigi dal suo fratello maggiore William Edwards, un fisiologo. Suo padre venne liberato dopo la caduta di Napoleone. L'intera famiglia si trasferì a Parigi.
Nei primi tempi rivolse la sua attenzione alla medicina, in cui si laureò a Parigi nel 1823. Ma poi prevalse la sua passione per la storia naturale e si dedicò allo studio delle forme animali inferiori. Divenne uno studente di Georges Cuvier e amico di Jean Victoire Audouin.
Sposò Laura Trézel. Ebbe nove figli, tra cui Alphonse Milne-Edwards, geografo ed etnografo che studiò in particolare il Madagascar e il Sahara algerino.
Uno dei suoi primi scritti (Recherches anatomiques sur les Crustacés), presentato all'Accademia francese delle Scienze nel 1829, divenne parte di un complesso ed elogiativo rapporto consegnato a  Cuvier l'anno seguente. Esso parlava dei risultati di due spedizioni di dragaggio compiute da lui stesso e dal suo amico Audouin nel 1826 e nel 1828 nella Granville e divenne molto importante per classificare chiaramente la fauna marina in quattro zone di quella parte della costa francese.
Divenne professore di igiene e storia naturale nel 1832 al Collegio Centrale delle Arti e dell'Artigianato. Nel 1841, dopo la morte di Audouin, succedette a lui alla poltrona di entomologia al Museo Nazionale di Storia Naturale. Nel 1862 succedette a Isidore Geoffroy Saint-Hilaire alla poltrona di zoologia, vacante da molto tempo.
Molti dei suoi lavori originali vennero pubblicati negli Annales des sciences naturelles, alla redazione dei quali fu associato dal 1834.
Tra i suoi libri sono degni di menzione Histoire naturelle des Crustacés (3 vol., 1837-1841), opera rimasta a lungo un testo di riferimento; Histoire naturelle des coralliaires, pubblicato nel 1858-1860, ma cominciato molti anni prima; Leçons sur la physiologie et l'anatomie comparée de l'homme et des animaux (1857-1881), in 14 volumi; e un piccolo lavoro sugli elementi di zoologia, pubblicato originariamente nel 1834, ma rivisto successivamente, che ebbe una grande diffusione.
La Royal Society nel 1856 lo premiò con la Medaglia Copley per i suoi studi zoologici. Morì a Parigi. Suo figlio, Alphonse Milne-Edwards (1835-1900), divenne professore di ornitologia al museo nel 1876 e si dedicò specialmente allo studio degli uccelli fossili e alle esplorazioni delle profondità marine.
Originariamente il nome Milne era uno dei primi nomi di Henri, ma, per evitare confusione con i suoi numerosi parenti, lo aggiunse al suo cognome Edwards. Solitamente si firmava Milne Edwards, mentre suo figlio Alphonse Milne-Edwards. Dagli autori di tassonomia Il nome Milne-Edwards è spesso usato per indicare entrambi.

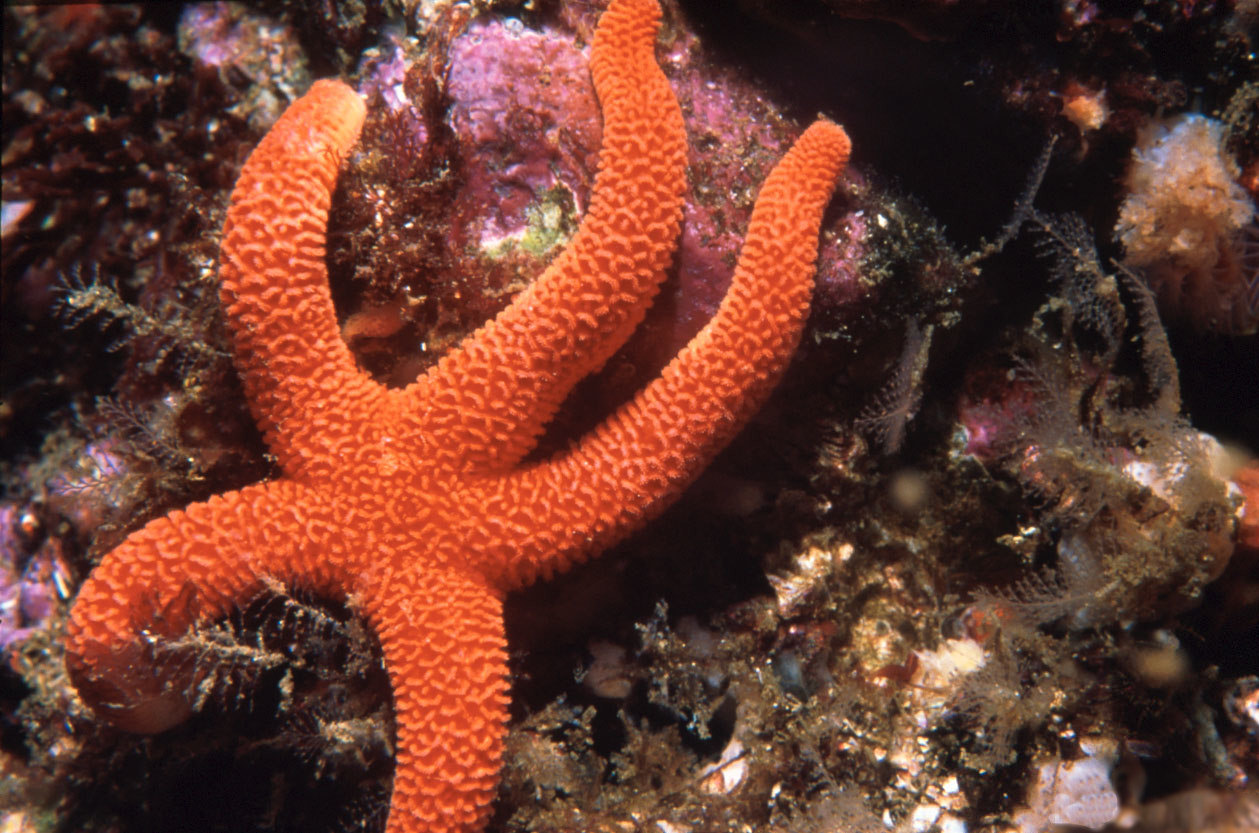
Stella di sangue (Henricia leviuscula)

il nome di Henri Milne-Edwards è ricordato in alcuni nomi di generi e specie, per esempio: 
- Edwardsia de Quatrefages, 1841
- Henricia J.E. Gray, 1840
- Glossocephalus milneedwardsi Bovallius, 1887
- Milnesium Doyère, 1840
- Milneedwardsia Bourguignat, 1877
- Goniastria edwardsi Chevalier, 1971